# LUX 032
LUX 032 fue un evento de artes marciales mixtas producido por LUX Fight League, que se llevó a cabo el 19 de mayo de 2023 en el CODE Alcalde Dome de Guadalajara, Jalisco, México.

## Antecedentes
La pelea de unificación del Campeonato de Peso Paja Femenino de LUX entre la campeona Saray Orozco y la campeona interina Andrea Vázquez encabezó el evento.
La pelea coestelar contó con un combate de peso pluma entre Édgar Delgado y Victor Moreno.

## Resultados
1. ↑  Por el Campeonato de Peso Paja Femenino de LUX